# Il caso del collier
Il caso del collier è il settimo racconto e decimo album della serie a fumetti dedicata a Blake e Mortimer, scritto e disegnato da Edgar P. Jacobs, con l'aiuto di Gérald Forton per alcune tavole.
È stato pubblicato in tavole settimanali su Le Journal de Tintin dal 24 agosto 1965 al 19 luglio 1966. Venne quindi pubblicato come album nel settembre 1967 con le Éditions du Lombard, quindi ristampato nel gennaio 1990 con le Editions Blake et Mortimer. La storia è stata tradotta in mezza dozzina di lingue ed è stata adattata a un cartone animato.
Edgar P. Jacobs creò per la prima volta una storia a tema poliziesco, senza elementi di fantascienza o fantasia. Jacobs costruì la storia intorno alla ricomparsa del collier della regina di Francia Maria Antonietta d'Austria, diventato celebre per il caso della collana della regina nel 1785.

## Trama
Un collezionista inglese, Sir Williamson, ha ritrovato la collier della regina Maria Antonietta che si credeva disperso da 178 anni. Molti giornali affermano che Williamson intenda offrirlo alla regina d'Inghilterra Elisabetta II, scatenando un vero e proprio scandalo in Francia. Nel frattempo, il capitano Francis Blake e il professor Philip Mortimer si recano al tribunale di Parigi per un confronto con Olrik, detenuto nel carcere de La Santé a seguito del suo arresto in SOS Meteore. Ma appena arrivano, apprendono dal commissario divisionale Pradier che il pericoloso criminale è riuscito a fuggire, scomparendo attraverso le fogne di Parigi. La stessa sera, tramite dei messaggi avvolti in dei sassi, Olrik sfida Blake e Mortimer a trovarlo. 

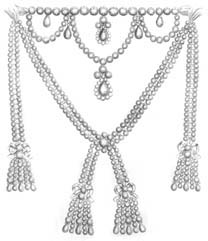
Il collier della regina Maria Antonietta, al centro della storia

Il giorno successivo, Blake e Mortimer sono invitati a un ricevimento organizzato nella dimora privata del gioielliere Duranton-Claret, durante il quale verrà mostrato il collier della regina. Ma tra i domestici c'è Sharkey, l'ex tenente di Olrik, sotto mentite spoglie. Mentre il Duranton scende verso il caveau, costruito in una vecchia galleria di miniere sotto l'hotel, per recuperare la preziosa collana, tutte le luci si spengono e si sente una violenta esplosione. Blake e Mortimer, decidendo di occuparsi della situazione, riavviano la corrente e cercano di salvare il collier dall'acqua che invade il caveau. Alla fine riportano la scatola che lo contiene. Ma con grande stupore per Sir Williamson e Duranton, la scatola è vuota! C'è solo un biglietto che sfida Blake e Mortimer a trovare il collier, firmato da Olrik. La polizia, guidata dal commissario Pradier, arriva sulla scena. L'esplosione, combinata con l'interruzione di corrente, è servita a creare un passaggio nel caveau dalle catacombe situate proprio sotto. Per evitare uno scandalo, si decide di nascondere il furto alla stampa e di parlare solo di un incidente. Ma mentre i giornali si preparano a diffondere la notizia, Olrik gli telefona, affermando di aver rubato il collier della regina. Poco dopo, i giornalisti iniziano a chiamare ininterrottamente Duranton per avere conferma della notizia.
Il giorno seguente, Duranton è sul limite di una crisi nervosa a causa della valanga di telefonate che continuano ad arrivare. Ma queste telefonate provengono da delle cabine telefoniche, facendo sembrare sempre più ovvio che chi chiama non siano più i giornalisti curiosi. Intanto, Duranton è vittima di due tentati rapimenti: uno in pieno giorno guidato da Sharkey, l'altro in piena notte guidato da Olrik; entrambi sventati da Blake e Mortimer. Infine, grazie alla sorveglianza della linea telefonica dell'hotel, Blake, Mortimer e Pradier scoprono che Duranton, sull'orma della rovina, aveva progettato un piano con Olrik: far sparire il collier facendo credere che si trattasse di un incidente, quindi rivenderlo e condividerne metà dei guadagni. Ma il gioielliere voleva imbrogliare anche Olrik, sostituendo il collier con una copia di vetro. Olrik, che ha disturbato Duranton al telefono per giorni, fissa un appuntamento con lui al Montsouris Park la sera stessa. La polizia e i nostri due eroi decidono di inseguire Duranton per catturare Olrik, ma, una volta individuato, inizia un grande inseguimento attraverso le vie di Parigi fino a quando Duranton, vittima di un incidente d'auto, viene rapito da Olrik, non prima però di aver nascosto nel parco il vero collier. Sul luogo dell'incidente, Mortimer incontra Sharkey, che accetta di portarli al nascondiglio di Olrik nelle catacombe. Ma dopo qualche tempo girovagando per le gallerie, Sharkey riesce a scappare. Blake e Mortimer provano a inseguirlo, ma finiscono per perdersi nelle cave sotterranee di Parigi.
Alla ricerca di una via d'uscita da questo vero e proprio labirinto sotterraneo, Blake e Mortimer giungono al nascondiglio di Olrik, un'ex postazione di comando della Resistenza. Cercando di aggredire le due guardie dell'accesso sotterraneo, vengono salvati solo dall'arrivo di Pradier e dei suoi uomini, guidati dall'ingegnere del Servizio sotterranei. Nel frattempo, Olrik tortura Duranton affinché gli confessi dove ha nascosto la collana. Il criminale lascia il nascondiglio appena prima che venga circondato dalla polizia. Pradier e i suoi uomini assaltano la base simultaneamente dal sotterraneo e dall'esterno, salvando in extremis Duranton dall'annegamento.
Come indicato da Duranton, Olrik trova il collier nella giostra del Parc Montsouris dove è però atteso da Blake, Mortimer e Pradier. Nonostante questo, il furfante riesce a fuggire di nuovo con il collier. Quella sera, i tre eroi annunciano in diretta televisiva che Olrik è fuggito solo con la copia, avendo avuto il tempo di rimuovere il vero collier appena prima del suo arrivo al parco. Sir Williamson annuncia quindi di voler offrire il collier della regina alla Francia per essere esposto nel Palazzo di Versailles.

## Luoghi
L'avventura si svolge interamente nella capitale francese, Parigi, e più precisamente nel V, XIV e XVI arrondissement, sia sopra sia sotto la città in gallerie sotterranee e fognature. È la terza e ultima volta che un'avventura di Blake e Mortimer si svolge in Francia, dopo S.O.S. Meteore e La Trappola diabolica.

## Analisi

### Ispirazioni
Il 1º giugno 1961, la città di Clamart, vicino a Parigi, fu sede di un crollo delle gallerie sotterranee di una cava di gesso, indebolite dalle piogge. Questo disastro naturale distrusse 23 edifici, 6 strade e uno stadio causando 20 morti. Jacobs scoprì allora che i sotterranei di Parigi erano:
e decise di usarli come sfondo per la sua nuova avventura. Contattò il servizio sotterranei del dipartimento della Senna che gli fornì mappe dettagliate di 300 chilometri di gallerie sotterranee e le autorizzazioni per esaminarle.
Jacobs inoltre immaginò la ricomparsa del collier della regina di Francia Maria Antonietta d'Austria. Il gioiello era al centro dell'affare della collana della regina, una truffa che scosse la sovranità francese nel 1785, alla vigilia della Rivoluzione francese.